# Marta Unger
Marta Unger, auch Martha Unger, (* 2. August 1903 in Yokohama, Japan; † 9. August 1979 in Heidelberg) war eine deutsche Juristin und nationalsozialistische Funktionärin.

## Leben
Marta Unger war eine Tochter des Kaufmanns Alfred Unger und der Mary Babbitt. Sie wuchs in Heidelberg auf, wo sie 1922 am Mädchenrealgymnasium das Abitur ablegte. Anschließend machte sie eine Ausbildung zur Fremdsprachenkorrespondentin und arbeitete bei der Diskonto-Gesellschaft in Berlin. Ab 1924 war sie für zwei Jahre im Auswärtigen Amt in Berlin tätig. 1925 legte sie an der Cäcilienschule in Berlin das Abitur ab. Danach studierte sie ab 1926 Völkerrecht an den Universitäten Berlin, Heidelberg und Frankfurt am Main. An letztgenannter Universität wurde sie 1933 mit der 37-seitigen Dissertation Wird völkerrechtlich gebotenes Landesrecht vom Wegfall des zugrunde liegenden Völkerrechts berührt? zum Dr. jur. promoviert.
1926 trat sie in den neu gegründeten Deutschen Akademikerinnenbund (DAB) bei, dem sie bis zur Gleichschaltung 1933 angehörte. In jenem Jahr wurde Marta Unger Mitglied der NSDAP und Referentin im Reichspropagandaministerium. 1934 übernahm sie die Leitung der Abteilung Grenz- und Ausland bei der Reichsleitung der NS-Frauenschaft und dem Deutschen Frauenwerk. 1941 nach dem deutschen Einmarsch in Frankreich gehörte sie in Paris als sozialpolitische Referentin dem Einsatzstab Paris in der dortigen Deutschen Botschaft an. Mit dem Vorrücken der Westfront 1944 zog sie sich von dieser Funktion zurück.
Ab April 1948 war sie kurz Co-Verteidigerin unter dem Verteidiger Alfred Schilf von ihrem späteren Ehemann Ernst Woermann beim Wilhelmstraßen-Prozess. Für die Hochzeit war Woermann vom 20. Dezember 1948 bis 2. Januar 1949 in Freiheit. Ende Mai 1948 übernahm Günther Lummert die Co-Verteidigung von Woermann, der zwischenzeitlich auch für Schilf als Hauptverteidiger eintrat.

## Schriften (Auswahl)
- Wird völkerrechtlich gebotenes Landesrecht vom Wegfall des zugrunde liegenden Völkerrechts berührt? Dargestellt nach deutschem Recht. Berlin 1937.